# Список обласних рад України
Обласна рада України — орган місцевого самоврядування, яке представляє спільні інтереси територіальних громад сіл, селищ, міст у межах області. Складається з депутатів, які обираються жителями відповідної області на основі загального, рівного і прямого виборчого права шляхом таємного голосування. Голова обласної ради обирається радою шляхом таємного голосування з числа її депутатів на строк повноважень ради.
Останні вибори до обласних рад України відбулися 25 жовтня 2020 року. У зв'язку з неможливістю забезпечення представництва спільних інтересів територіальних громад сіл, селищ і міст Донецької та Луганської областей вибори депутатів Донецької та Луганської обласних рад не призначаються і не проводяться. Кількість депутатів обласних рад залежить від кількості виборців — від 500 тисяч до 1 мільйона виборців — 64 депутати; від 1 до 2 мільйонів виборців — 84 депутати; понад 2 мільйони виборців — 120 депутатів.
| Назва                          | К-сть депутатів | Голова                          | Адреса                                     | Сайт                  |
| ------------------------------ | --------------- | ------------------------------- | ------------------------------------------ | --------------------- |
| Вінницька обласна рада         | 84              | Соколовий Вячеслав Петрович     | м. Вінниця, вулиця Соборна, 70             | vinrada.gov.ua        |
| Волинська обласна рада         | 64              | Недопад Григорій Вікторович     | м. Луцьк, Київський майдан, 9              | volynrada.gov.ua      |
| Дніпропетровська обласна рада  | 120             | Лукашук Микола Васильович       | м. Дніпро, проспект Олександра Поля, 2     | oblrada.dp.gov.ua     |
| Донецька обласна рада          | —               | Гончарова Марина Юріївна        | м. Маріуполь, проспект Миру, 9/22          | donbassrada.gov.ua    |
| Житомирська обласна рада       | 64              | Федоренко Володимир Ілліч       | м. Житомир, майдан Корольова, 1            | zt.gov.ua             |
| Закарпатська обласна рада      | 64              | Чубірко Володимир Володимирович | м. Ужгород, пл. Народна, 4                 | zakarpat-rada.gov.ua  |
| Запорізька обласна рада        | 84              | Жук Олена Юріївна               | м. Запоріжжя, пр. Соборний 164             | zor.gov.ua            |
| Івано-Франківська обласна рада | 84              | Сич Олександр Максимович        | м. Івано-Франківськ, вул. Грушевського, 21 | orada.if.ua           |
| Київська обласна рада          | 84              | Гунько Наталія Іванівна         | м. Київ, площа Лесі Українки, 1            | kor.gov.ua            |
| Кіровоградська обласна рада    | 84              | Шульга Сергій Павлович          | м. Кропивницький, пл. Героїв Майдану, 1    | oblrada.kr.ua         |
| Луганська обласна рада         | —               | —                               | м. Луганськ, площа Героїв ВВВ, буд. 3      | oblrada.lg.ua         |
| Львівська обласна рада         | 84              | Гримак Ірина Ярославівна        | м. Львів, вул. Винниченка, 18              | lvivoblrada.gov.ua    |
| Миколаївська обласна рада      | 64              | Замазєєва Ганна Володимирівна   | м. Миколаїв, вул. Адміральська, 22         | mk-oblrada.gov.ua     |
| Одеська обласна рада           | 84              | Діденко Григорій Віталійович    | м. Одеса, проспект Шевченка, 4             | oblrada.odessa.gov.ua |
| Полтавська обласна рада        | 84              | Біленький Олександр Юрійович    | м. Полтава, вул. Соборності, 45            | oblrada-pl.gov.ua     |
| Рівненська обласна рада        | 64              | Карауш Андрій Петрович          | м. Рівне, майдан Просвіти, 1               | ror.gov.ua            |
| Сумська обласна рада           | 64              | Федорченко Віктор Михайлович    | м. Суми, пл. Незалежності, 2               | sorada.gov.ua         |
| Тернопільська обласна рада     | 64              | Головко Михайло Йосифович       | м. Тернопіль, вул. М. Грушевського, 8      | te-rada.org           |
| Харківська обласна рада        | 120             | Єгорова-Луценко Тетяна Петрівна | м. Харків, вул. Сумська, 64                | oblrada.kharkov.ua    |
| Херсонська обласна рада        | 64              | Самойленко Олександр Степанович | м. Херсон, площа Свободи, 1                | khor.gov.ua           |
| Хмельницька обласна рада       | 64              | Лабазюк Віолета Олександрівна   | м. Хмельницький, майдан Незалежності, 2    | km-oblrada.gov.ua     |
| Черкаська обласна рада         | 64              | Підгорний Анатолій Вікторович   | м. Черкаси, бульвар Шевченка, 185          | oblradack.gov.ua      |
| Чернівецька обласна рада       | 64              | Бойко Олексій Сергійович        | м. Чернівці, вул. Грушевського, 1          | oblrada.cv.ua         |
| Чернігівська обласна рада      | 64              | Дмитренко Олена Борисівна       | м. Чернігів, проспект Миру, 43             | chor.gov.ua           |

     вибори депутатів Донецької та Луганської обласних рад не призначаються і не проводяться.